# Скорик Дмитро

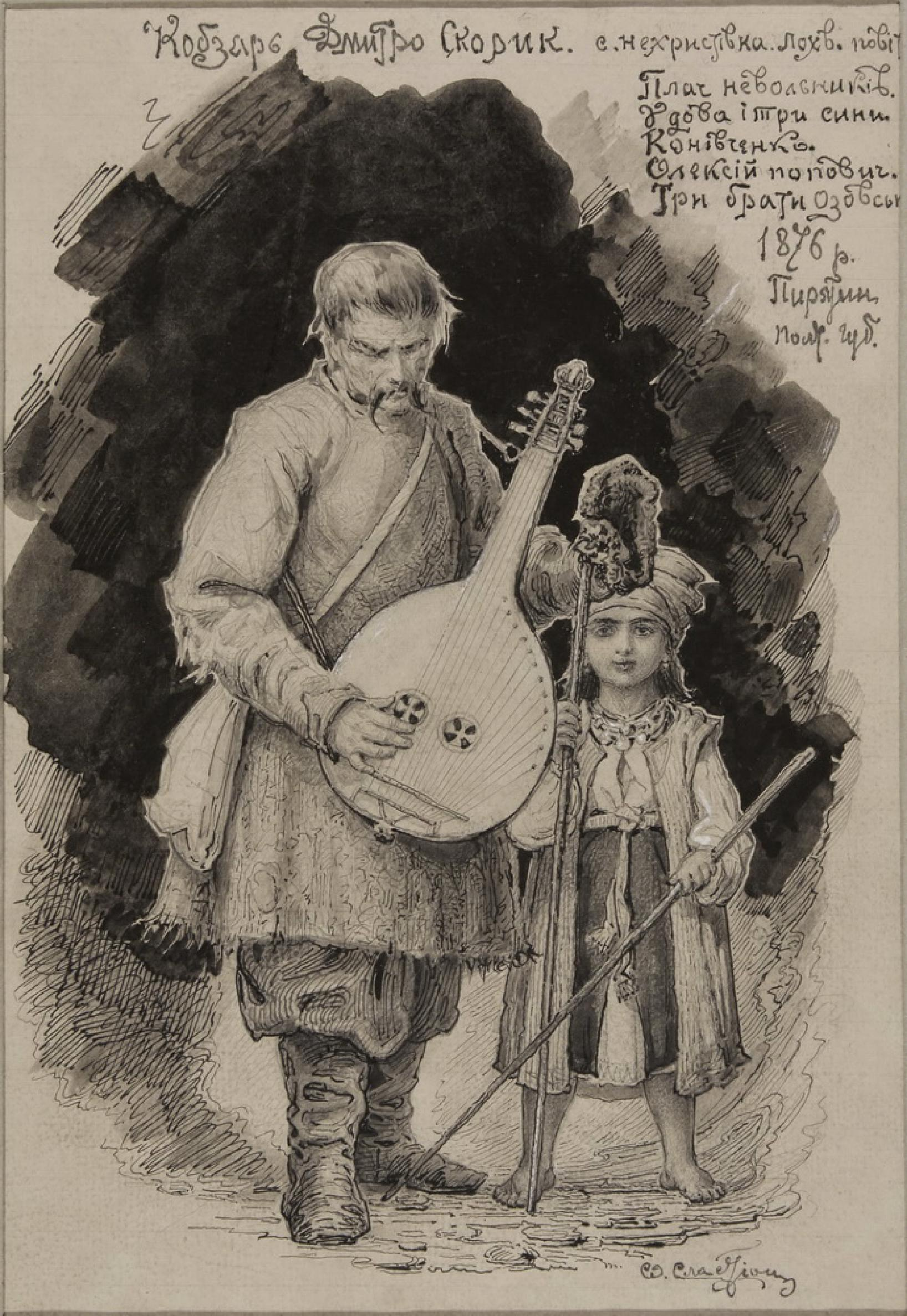
Кобзар С. Скорик — портрет роб. О. Сластіона 1876 р.

Скорик Дмитро (1856 року, с. Нехристівка (Пирятинського) Лохвицького повіту, Полтавщина — рік та місце смерті не встановлено) — кобзар.

## З життєпису
У 1876 році Опанас Сластіон зустрівся у м. Пирятині на Полтавщині. Дмитро Скорик знав 5 дум: 1) Плач невільників, 2) Бідна вдова й три сини, 3) Івась Коновченко-Вдовиченко, 5) Втеча трьох братів з Озова.
О. Сластіон, познайомившись із кобзарем, намалював його графічний портрет із дівчинкою поводирем, який долучив до започаткованої галереї кобзарів, кобза на цьому малюнку зображена з двома голосниками.
Двоюрідний брат зіньківського кобзаря Семена Скорика.